# DGC Records
DGC Records es un sello discográfico estadounidense propiedad de Universal Music Group, fundado por David Geffen el 20 de marzo de 1990. Actualmente opera como sello auxiliar de Interscope Records.

## Bandas
Las siguientes bandas y artistas han lanzado álbumes con DGC Records:
| - The All-American Rejects - All Time Low - Angels and Airwaves - Arc Angels - Murray Attaway - Beck - Bivouac - Black Lab - Black Tide - Boss Hog - Brand New - The Candyskins - Cell - Ceremony | - Toni Childs - Ciccone Youth - Counting Crows - Rivers Cuomo - Dashboard Confessional - Drivin' N' Cryin' - Elastica - Embrace - Enter Shikari - Fluorescien - The Freewheelers - Frosted - Galactic Cowboys - Girls Against Boys | - Gutterboy - Ted Hawkins - Hog - Hole - Hunk - Jasper and the Prodigal Sons - Jawbreaker - Jimmy Eat World - King of Kings - Klaxons - Linoleum - Loud Lucy - Aimee Mann - Meiko | - Thurston Moore - Nirvana - Papa Roach - Pell Mell - Pere Ubu - Pitchshifter - The Posies - Queens of the Stone Age - The Raincoats - Remy Zero - Rev Theory - Rise Against - Kane Roberts - Sammy - 60 Ft. Dolls | - Skiploader - Sloan - Slowpoke - Sonic Youth - Southern Culture on the Skids - St. Johnny - Street Drum Corps - The Sugarplastic - Sugartooth - The Sundays - Switches - that dog. - Teenage Fanclub - Them Crooked Vultures - TV on the Radio - Veruca Salt | - Kate Voegele - Warrior Soul - Weezer - Whitesnake - White Zombie - Wild Colonials - Wolfmother - Yeah Yeah Yeahs - Rob Zombie |